# Curt Wittlin
Curt Joseph Wittlin (Reinach, cantón de Basilea-Campiña, 13 de abril de 1941-Tortosa, Bajo Ebro, 23 de septiembre de 2019) fue un filólogo suizo y un experto de la lengua y literatura catalana medieval. Eiximenista.

## Biografía
Estudió filología románica en Basilea con Germà Colon, y más tarde amplió estudios en París, Florencia y en la Universidad de Barcelona. Se doctoró en 1965 con una tesis sobre la traducción catalana del Tesoro de Brunetto Latini hecha por Guillem de Copons. Fue nombrado catedrático de filología románica y lingüística histórica de la universidad de Saskatchewan, en Saskatoon (Canadá), donde llegó en 1967. 
Se especializó en la edición de traducciones medievales en Europa de textos de Cicerón, San Agustín, Juan de Gales y otros. Trabajó también sobre Ramon Llull y sobre la historia de las bibliotecas medievales catalanas. No obstante, el autor catalán medieval al que más se dedicó fue Francesc Eiximenis. La mayoría de las ediciones modernas de las obres de Francesc Eiximenis se deben total o parcialmente a Curt Wittlin. Asimismo, Wittlin dedicó numerosos estudios y artículos a Francesc Eiximenis. 
En 1997 ingresó en el Instituto de Estudios Catalanes y desde 1990 hasta 1993 fue presidente de la Sociedad Catalana de Norteamérica. En 2000 recibió la Creu de Sant Jordi.

## Obras
- Lo llibre de les dones d'Eiximenis (1980) con F. Naccarato.
- Repertori d'expressions multinominals i de grups de sinònims en traduccions catalanes antigues (premio Nicolau d'Olwer, 1989).
- La geometría secreta del tapís de Girona en Revista de Girona, 1991.
- De la traducció literal a la creació literària (premio Serra d'Or 1996).
- Entorn de les edicions de textos medievals en Estudis Romànics, 2004.